# Nedum Onuoha
Chinedum 'Nedum' Onuoha (Warri, 12 november 1986) is een in Nigeria geboren Engels voormalig betaald voetballer die bij voorkeur in de verdediging speelt. Hij verruilde in medio 2018 Queens Park Rangers voor Real Salt Lake. Van 2005 tot en met 2009 speelde Onuoha jeugdinterlands voor Engeland. Hij stopte op 1 januari 2021 met voetballen.

## Carrière
Onuoha stroomde in 2004 door vanuit de jeugd van Manchester City, waar hij in juli 2009 zijn contract verlengde tot aan de zomer van 2014. Op zondag 10 mei 2015 degradeerde hij met Queens Park Rangers uit de Premier League. Manchester City versloeg de hekkensluiter op die dag met 6-0, waardoor degradatie een feit was.

## Cluboverzicht
| Seizoen  | Club                | Competitie     | Duels | Goals |
| -------- | ------------------- | -------------- | ----- | ----- |
| 2004-'05 | Manchester City     | Premier League | 17    | 0     |
| 2005-'06 | Manchester City     | Premier League | 10    | 0     |
| 2006-'07 | Manchester City     | Premier League | 18    | 0     |
| 2007-'08 | Manchester City     | Premier League | 16    | 1     |
| 2008-'09 | Manchester City     | Premier League | 23    | 1     |
| 2009-'10 | Manchester City     | Premier League | 10    | 1     |
| 2010-'11 | → Sunderland        | Premier League | 31    | 1     |
| 2011-'12 | Manchester City     | Premier League | 1     | 0     |
| 2011-'12 | Queens Park Rangers | Premier League | 16    | 0     |
| 2012-'13 | Queens Park Rangers | Premier League | 23    | 0     |
| 2013-'14 | Queens Park Rangers | Championship   | 29    | 2     |
| 2014-'15 | Queens Park Rangers | Premier League | 23    | 0     |

## Nationaal team
Onuoha werd geboren in Nigeria, maar verhuisde als zevenjarige naar Engeland. Hij werd vanaf 2005 geselecteerd voor Engeland onder 21, waarmee hij de finale haalde op het EK 2009 Onder-21. In de halve finale tegen Zweden scoorde hij de 2-0.